# Auteurschap van Shakespeares werken
Het auteurschap van Shakespeares werken is niet geheel onbetwist. Enkele onderzoekers vragen zich af of wellicht iemand anders dan William Shakespeare uit Stratford-upon-Avon de auteur was van de werken die aan hem worden toegeschreven. Deze "Anti-Stratfordians" zijn van oordeel dat de naam Shakespeare slechts een dekmantel was voor de 'echte auteur', die zijn of haar identiteit niet wilde prijsgeven. Hoewel dit idee op veel publieke belangstelling kon rekenen, werd het slechts door weinig onderzoekers ernstig genomen.

## Tijdgenoten
Lezers en toneelbezoekers uit Shakespeares tijd trokken zijn auteurschap nooit in twijfel. Hij was een bekend acteur uit Stratford en ging om met de toonaangevende schrijvers van zijn tijd, onder wie ook Ben Jonson en John Webster, die hem beiden prezen als toneelschrijver.

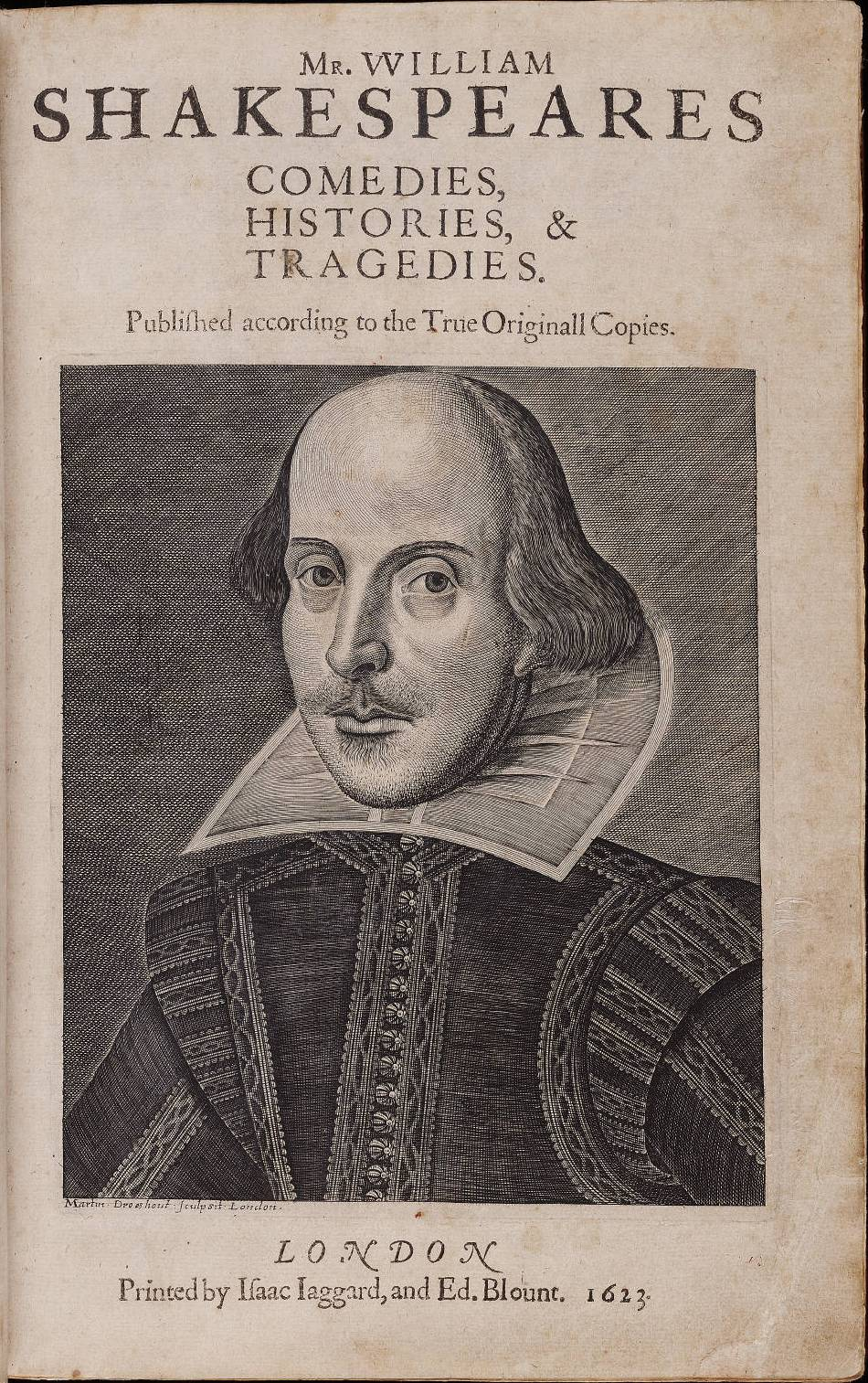
Titelpagina van Shakespeares First Folio uit 1623

De kopergravure op de titelpagina van de  'First Folio' (1623) die William Shakespeare voorstelt is gemaakt door Martin Droeshout. Uit Ben Jonsons aanprijzing op de bladzijde ernaast blijkt dat hij zijn vriend en collega Shakespeare duidelijk herkende in de afbeelding:
This Figure, that thou here seest put,
It was for gentle Shakespeare cut,
with Nature, to out-doo the life:
could he but have drawne his wit
well in brasse, as he hath hit
face; the Print would then surpasse,
that was ever writ in brasse.
But, since he cannot, Reader, looke
Not on his Picture, but his Booke.
Jonson identificeert niet alleen de kalende man, hij vertelt ons hiermee ook dat Shakespeare niet zomaar een naam was, een pseudoniem dat werd geplakt op anonieme stukken; hij was een werkelijke persoon. Hij had een  herkenbaar gezicht, hij had een "leven" en, volgens Jonson, een buitengewoon verstand. Hij was "gentle" - een omschrijving die in 1623 te maken had met bezit van de sociale elegantie van de adel.

## Stratfordians
"Stratfordians" zijn traditionele Shakespearekenners die geloven dat William Shakespeare inderdaad de auteur van al die toneelstukken en gedichten was en dat zijn (waarschijnlijke) opleiding aan de Stratford grammar school hem voldoende kennis van de klassieken zou hebben verstrekt, evenals van Latijn en wat Grieks. Zij zijn ervan overtuigd dat zijn genie en levendige natuur de kennis die hij opdeed via lectuur van historische bronnen en contacten met kunstenaars, gewone mensen en aristocraten kon transformeren in iets unieks binnen de westerse literatuur.

## Anti-Stratfordians
Shakespeares auteurschap werd voor het eerst betwijfeld in het midden van de 19e eeuw, toen de verering van de bard als de grootste schrijver aller tijden op haar hoogtepunt was. Vooral Shakespeares nederige afkomst en zijn bescheiden scholing leken niet te rijmen met zijn reputatie van literair genie. Een zekere Delia Bacon claimde dat een van haar voorouders, Sir Francis Bacon, Viscount St. Albans, de echte schrijver was. Dit verhaal klonk geloofwaardig omdat er over Shakespeares leven niet zo veel bekend was, en volgens Bacon zou het voor hem onmogelijk zijn geweest om met kennis van zaken over de grote intriges aan het Engelse hof te schrijven. Het was een vrij snobistische veronderstelling, en Shakespeare had waarschijnlijk onderwijs gekregen op de Latijnse school en Latijn en Grieks geleerd. Bovendien hadden bijvoorbeeld ook John Webster, Thomas Dekker en Thomas Middleton een soortgelijke achtergrond.
De controverse heeft sindsdien geleid tot een grote hoeveelheid literatuur, waarbij voor- en tegenstanders van deze of gene kandidaat elkaar met argumenten bestookten. Meer dan 70 kandidaten passeerden de revue. Onder hen bevonden zich bekende namen als Henry Neville, Francis Bacon, Christopher Marlowe en Edward de Vere.
Een vaak gehoord argument van de voorstanders van alternatieve auteurs, is dat het William Shakespeare vanwege zijn afkomst ontbrak aan voldoende scholing, aristocratische gevoeligheid en bekendheid met het koninklijk hof. Vooral Edward de Vere beschikte wel over deze kennis. In de film Anonymous uit 2011 van regisseur Roland Emmerich met Derek Jacobi als verteller, wordt gesuggereerd dat de Vere als 17e Graaf van Oxford zijn auteurschap van de toneelstukken geheimhield vanwege zijn kwetsbare positie aan het hof. Aanhangers van deze theorie worden "Oxfordianen" genoemd.